# Bombylius cinerivus
Bombylius cinerivus är en tvåvingeart som beskrevs av Joseph Hannum Painter 1962. Bombylius cinerivus ingår i släktet Bombylius och familjen svävflugor.
Artens utbredningsområde är Kalifornien. Inga underarter finns listade i Catalogue of Life.